# Castillo de Sancti Petri
Castillo de Sancti Petri är ett slott i Spanien.   Det ligger i provinsen Provincia de Cádiz och regionen Andalusien, i den södra delen av landet, 500 km söder om huvudstaden Madrid. Castillo de Sancti Petri ligger 4 meter över havet.
Terrängen runt Castillo de Sancti Petri är platt. Havet är nära Castillo de Sancti Petri åt sydväst. Runt Castillo de Sancti Petri är det tätbefolkat, med 276 invånare per kvadratkilometer. Närmaste större samhälle är Chiclana de la Frontera, 5,9 km nordost om Castillo de Sancti Petri. Trakten runt Castillo de Sancti Petri består till största delen av jordbruksmark.